# San Agustín (título cardenalicio)
El título cardenalicio de San Agustín (en latín S. Augustini) fue instituido el 30 de abril de 1587 por el Papa Sixto V.

## Titulares
- Vacante (1587-1590)
- Gregorio Petrocchini de Montelparo, O.E.S.A. (1590-1608)
- Fabrizio Verallo (1608-1624)
- Berlingerio Gessi (1627-1639)
- Ottaviano Raggi (1642-1643)
- Niccolò Albergati-Ludovisi (1645-1646)
- Fabrizio Savelli (1647-1659)
- Antonio Bichi (1659-1667)
- Vacante (1667-1671)
- Federico Borromeo (1671-1672)
- Francesco Lorenzo Brancati di Lauria, OFMConv (1681)
- Vacante (1681-1687)
- Carlo Stefano Anastasio Ciceri (1687-1694)
- Enrico Noris, O.E.S.A. (1696-1704)
- Carlo Agostino Fabroni (1706-1727)
- Angelo Maria Quirini, O.S.B. (1727-1728)
- Gregorio Selleri, O.P. (1728-1729)
- Marco Antonio Ansidei (1729-1730)
- Bartolomeo Massei (1731-1745)
- Giorgio Doria (1745-1757)
- Gaetano Fantuzzi (1759-1767)
- Mario Marefoschi (1770-1780)
- Vacante (1780-1785)
- Paolo Massei (1785)
- Vacante (1785-1800)
- Diego Innico Caracciolo di Martina (1800-1814); in commendam (1814-1820)
- Cesare Brancadoro (1820-1837)
- Vacante (1837-1842)
- Friedrich Johannes Jacob Celestin von Schwarzenberg (1842-1885)
- Antolín Monescillo y Viso (1886-1897)
- Antonio María Cascajares y Azara (1898-1901)
- Sebastiano Martinelli, O.E.S.A. (1902-1918)
- Aleksander Kakowski (1919-1938)
- Agustín Parrado García (1946)
- Fernando Quiroga Palacios (1953-1971)
- Marcelo González Martín (1973-2004)
- Jean-Pierre Ricard (2006-)